# إريك دوبوند موريتي
إريك دوبوند موريتي (مواليد 20 أبريل 1961) هو محامي وسياسي فرنسي يشغل حالياً منصب وزير العدل منذ 2020.